# Associazione Calcio Perugia 1971-1972
Questa voce raccoglie le informazioni riguardanti l'Associazione Calcio Perugia nelle competizioni ufficiali della stagione 1971-1972.

## Stagione

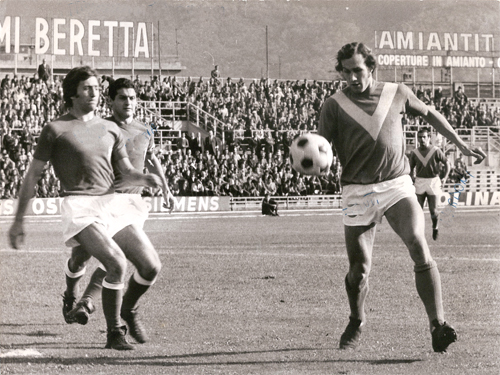
Il neoacquisto Volpi e il capitano Mazzia contro il bresciano Fanti nella trasferta (0-0) del 17 ottobre 1971

Nell'annata 1971-1972 il Perugia si mantenne sui buoni livelli della stagione precedente, chiudendo il campionato di Serie B al 6º posto, a pari punti col Cesena, e a cinque lunghezze (come nell'ultimo torneo) dalla zona-promozione.
Si mise in mostra l'attaccante Giovanni Urban, autore di 13 reti in campionato, che gli valsero il terzo gradino nella classifica cannonieri della serie cadetta – in coabitazione con Luigino Vallongo del Como.
L'avventura in Coppa Italia dei biancorossi si concluse invece, anche stavolta, al primo turno, chiudendo peraltro all'ultimo posto e a zero punti il proprio girone eliminatorio estivo contro Torino, Sampdoria e i corregionali della Ternana.

## Divise

Claudio Tinaglia, tra i più presenti dell'annata, con la prima divisa perugina sopra cui in questa stagione, dopo un paio d'anni, tornò visibile lo stemma sociale.

Nel campionato 1971-1972 il Perugia si limitò a vestire pressoché le stesse divise che aveva sfoggiato nell'ultima annata.
La casacca da gioco casalinga era composta dalla tradizionale maglia rossa, a tinta unita e senza scollo, abbinata a pantaloncini bianchi e calzettoni rossi; questi ultimi, unica novità rispetto all'anno precedente, presentavano un risvolto bianco. Il secondo completo era dalla foggia identica, ma a colori invertiti.
Più importante novità, sulle maglie rosse perugine ritrovò posto, dopo un paio d'anni, lo stemma del club.
| Casa | Trasferta |

## Rosa
| N. |                   | Ruolo | Calciatore         |
| -- | ----------------- | ----- | ------------------ |
|    | Italia (bandiera) | D     | Mauro Agretti      |
|    | Italia (bandiera) | D     | Eddo Carlet        |
|    | Italia (bandiera) | P     | Leandro Casagrande |
|    | Italia (bandiera) | D     | Domenico Casati    |
|    | Italia (bandiera) | A     | Giordano Colausig  |
|    | Italia (bandiera) | D     | Gianni Facchinello |
|    | Italia (bandiera) | D     | Adelio Gionangeli  |
|    | Italia (bandiera) | P     | Leonardo Grosso    |
|    | Italia (bandiera) | A     | Riccardo Innocenti |

| N. |                   | Ruolo | Calciatore              |
| -- | ----------------- | ----- | ----------------------- |
|    | Italia (bandiera) | D     | Stefano Marcucci        |
|    | Italia (bandiera) | A     | Nicola Martellossi      |
|    | Italia (bandiera) | C     | Bruno Mazzia (capitano) |
|    | Italia (bandiera) | C     | Mario Morello           |
|    | Italia (bandiera) | C     | Claudio Tinaglia        |
|    | Italia (bandiera) | A     | Nicola Traini           |
|    | Italia (bandiera) | A     | Giovanni Urban          |
|    | Italia (bandiera) | D     | Elio Vanara             |
|    | Italia (bandiera) | C     | Carlo Volpi             |

## Risultati

### Campionato

#### Girone di andata
| 26 settembre 1971 1ª giornata | Perugia | 1 – 0 | Novara |  |

| 3 ottobre 1971 2ª giornata | Arezzo | 1 – 1 | Perugia |  |

| 10 ottobre 1971 3ª giornata | Perugia | 3 – 1 | Palermo |  |

| 17 ottobre 1971 4ª giornata | Brescia | 0 – 0 | Perugia |  |

| 24 ottobre 1971 5ª giornata | Perugia | 1 – 0 | Sorrento |  |

| 10 gennaio 1999 6ª giornata | Reggiana | 1 – 1 | Perugia |  |

| 7 novembre 1971 7ª giornata | Perugia | 0 – 0 | Cesena |  |

| 14 novembre 1971 8ª giornata | Monza | 1 – 0 | Perugia |  |

| 21 novembre 1971 9ª giornata | Perugia | 1 – 0 | Como |  |

| 28 novembre 1971 10ª giornata | Ternana | 2 – 1 | Perugia |  |

| 5 dicembre 1971 11ª giornata | Foggia | 4 – 2 | Perugia |  |

| 12 dicembre 1971 12ª giornata | Perugia | 2 – 0 | Livorno |  |

| 19 dicembre 1971 13ª giornata | Lazio | 4 – 1 | Perugia |  |

| 26 dicembre 1971 14ª giornata | Perugia | 1 – 0 | Catania |  |

| 2 gennaio 1972 15ª giornata | Perugia | 1 – 0 | Reggina |  |

| 9 gennaio 1972 16ª giornata | Modena | 0 – 2 | Perugia |  |

| 16 gennaio 1972 17ª giornata | Perugia | 1 – 0 | Bari |  |

| 23 gennaio 1972 18ª giornata | Taranto | 1 – 1 | Perugia |  |

| 30 gennaio 1972 19ª giornata | Genoa | 1 – 0 | Perugia |  |

#### Girone di ritorno
| 13 febbraio 1972 20ª giornata | Novara | 1 – 0 | Perugia |  |

| 20 febbraio 1972 21ª giornata | Perugia | 1 – 0 | Arezzo |  |

| 27 febbraio 1972 22ª giornata | Palermo | 1 – 0 | Perugia |  |

| 5 marzo 1972 23ª giornata | Perugia | 1 – 1 | Brescia |  |

| 12 marzo 1972 24ª giornata | Sorrento | 0 – 0 | Perugia |  |

| 19 marzo 1972 25ª giornata | Perugia | 0 – 0 | Reggiana |  |

| 26 marzo 1972 26ª giornata | Cesena | 2 – 0 | Perugia |  |

| 2 aprile 1972 27ª giornata | Perugia | 2 – 0 | Monza |  |

| 9 aprile 1972 28ª giornata | Como | 1 – 1 | Perugia |  |

| 16 aprile 1972 29ª giornata | Perugia | 1 – 0 | Ternana |  |

| 23 aprile 1972 30ª giornata | Perugia | 1 – 1 | Foggia |  |

| 30 aprile 1972 31ª giornata | Livorno | 1 – 1 | Perugia |  |

| 7 maggio 1972 32ª giornata | Perugia | 1 – 0 | Lazio |  |

| 14 maggio 1972 33ª giornata | Catania | 2 – 0 | Perugia |  |

| 21 maggio 1972 34ª giornata | Reggina | 0 – 0 | Perugia |  |

| 28 maggio 1972 35ª giornata | Perugia | 1 – 1 | Modena |  |

| 4 giugno 1972 36ª giornata | Bari | 0 – 3 | Perugia |  |

| 11 giugno 1972 37ª giornata | Perugia | 2 – 0 | Taranto |  |

| 18 giugno 1972 38ª giornata | Perugia | 0 – 2 | Genoa |  |

## Statistiche

### Statistiche di squadra
| Competizione | Punti | In casa | In casa | In casa | In casa | In casa | In casa | In trasferta | In trasferta | In trasferta | In trasferta | In trasferta | In trasferta | Totale | Totale | Totale | Totale | Totale | Totale | DR |
| Competizione | Punti | G       | V       | N       | P       | Gf      | Gs      | G            | V            | N            | P            | Gf           | Gs           | G      | V      | N      | P      | Gf     | Gs     | DR |
| ------------ | ----- | ------- | ------- | ------- | ------- | ------- | ------- | ------------ | ------------ | ------------ | ------------ | ------------ | ------------ | ------ | ------ | ------ | ------ | ------ | ------ | -- |
| Serie B      | 43    | 19      | 13      | 5       | 1       | 21      | 6       | 19           | 2            | 8            | 9            | 14           | 23           | 38     | 15     | 13     | 10     | 35     | 29     | +6 |
| Coppa Italia | 3     | 2       | 1       | 0       | 1       | 2       | 3       | 2            | 0            | 1            | 1            | 2            | 3            | 4      | 1      | 1      | 2      | 4      | 6      | -2 |
| Totale       | -     | 21      | 14      | 5       | 2       | 23      | 9       | 21           | 2            | 9            | 10           | 16           | 26           | 42     | 16     | 14     | 12     | 39     | 35     | +4 |

### Statistiche dei giocatori
| Giocatore      | Serie B  | Serie B | Coppa Italia | Coppa Italia | Totale   | Totale |
| Giocatore      | Presenze | Reti    | Presenze     | Reti         | Presenze | Reti   |
| -------------- | -------- | ------- | ------------ | ------------ | -------- | ------ |
| M. Agretti     | 23       | 0       | 1            | 0            | 24       | 0      |
| E. Carlet      | 23       | 1       | 4            | 0            | 27       | 1      |
| L. Casagrande  | 3        | -2      | -            | -            | 3        | -2     |
| D. Casati      | 36       | 1       | 4            | 0            | 40       | 1      |
| G. Colausig    | 21       | 0       | 3            | 0            | 24       | 0      |
| G. Facchinello | 12       | 0       | 2            | 0            | 14       | 0      |
| A. Gionangeli  | 5        | 0       | -            | -            | 5        | 0      |
| L. Grosso      | 36       | -27     | 4            | -6           | 40       | -33    |
| R. Innocenti   | 33       | 7       | 4            | 1            | 37       | 8      |
| S. Marcucci    | 1        | 0       | 1            | 0            | 2        | 0      |
| N. Martelossi  | 13       | 1       | 2            | 0            | 15       | 1      |
| B. Mazzia      | 33       | 0       | 4            | 0            | 37       | 0      |
| M. Morello     | 35       | 5       | -            | -            | 35       | 5      |
| C. Tinaglia    | 36       | 1       | 4            | 0            | 40       | 1      |
| N. Traini      | 34       | 4       | 4            | 0            | 38       | 4      |
| G. Urban       | 36       | 13      | 4            | 2            | 40       | 15     |
| E. Vanara      | 31       | 0       | 4            | 0            | 35       | 0      |
| C. Volpi       | 32       | 1       | 4            | 1            | 36       | 2      |